# 大建設計

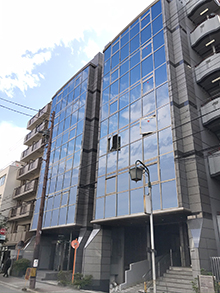
大建設計大阪事務所（大阪市西区京堀町）サムネイル

株式会社大建設計（だいけんせっけい）は、日本にある組織系建築設計事務所。

## 沿革
- 1948年 元・住友土地工務（株）及び日本建設産業（株）の有志により（株）大阪建築事務所を設立
- 1949年 本社を京町堀〔現大阪事務所（本店）〕に移転
- 1950年 名古屋事務所開設
- 1951年 軟弱地盤の浮函基礎工法で特許
- 1954年 東京事務所開設
- 1955年 先進的な全溶接工法の開発
- 1956年 九州事務所〔福岡事務所前身〕開設
- 1963年 クボタ鉄鋼との共同開発・遠心力鋳造鋼管及び「Gカラム構法」の開発
- 1967年 大空間構造を可能にした「キール構法」の開発
- 1971年 株式会社大建設計に社名変更
- 1982年 海外施設設計部門が事業部として独立
- 1984年 横浜事務所開設
- 1987年 福岡、札幌事務所開設
- 1989年 広島事務所開設
- 1990年 仙台事務所、京都支所開設　大建設計大阪ビル竣工
- 1993年 プラント施設設計部門が事業部として独立
- 1994年 大建設計東京ビル竣工
- 2000年 品質システム:ISO9001登録
- 2001年 医療施設設計部門が事業部として独立
- 2003年 静岡支所開設
- 2004年 経営理念・設計理念・行動理念　策定
- 2012年 アジェンダ2012策定
- 2013年 65周年を迎える
- 2015年 アジェンダ2015策定
- 2017年 沖縄事務所開設
- 2018年 70周年を迎える　アジェンダ2018策定

## 受賞作品
1990年
- 名古屋市富田工場（名古屋市） - 名古屋市都市景観賞
- 和泉中央駅南センター「エコール・いずみ」（和泉市） - 大阪・こころふれあうまちづくり賞　奨励賞

1991年
- 扇雀飴本舗姫路工場（姫路市） - 第2回姫路市都市景観賞

1992年
- 半田グランドボウル（半田市） - 半田市都市景観賞
- 南北線王子駅駅舎（東京都） - （社）鉄道建築協会　第37回協会賞　作品部門
- 東浦町中央図書館（愛知県知多郡） - 平成3年度　照明普及（優秀照明施設賞）
- 安城市歴史博物館（安城市） - 日本建築学会　東海賞

1993年
- 名古屋港水族館（名古屋市） - 中部建築賞
- サンマルシェ南館（春日井市） - 照明学会東海支部賞
- 北海道高度情報技術センター（北海道） - 照明学会　照明普及賞

1994年
- 名古屋港水族館（名古屋市） - 平成5年度名古屋市都市景観賞
- 坂戸市西清掃センター（坂戸市） - 埼玉県　彩の国さいたま景観賞　特別賞

1995年
- 茅野市庁舎（茅野市） - 照明学会　照明学会賞
- 愛知県農業総合試験場中央研究棟（愛知郡） - 照明学会東海支部賞
- ふれあいランド岩手（盛岡市） - 盛岡市都市景観賞
- セネガル小学校建設計画（セネガル国） - 国家勲章ライオン賞

1996年
- 小林記念病院（碧南市） - 第7回碧南市デザイン文化賞
- 東急日吉駅ビル（横浜市） - （社）鉄道建築協会　作品賞
- 星田西-C団地一般分譲住宅「アステージ星田」（交野市） - 大阪府都市景観建築賞奨励賞

1997年
- 長堀地下街（クリスタ長堀）（大阪市） - 第4回大阪心ふれあうまちづくり大阪市長賞
- ナディアパーク（名古屋市） - 名古屋市都市景観賞・優良消防防災システム表彰中部建築賞・中部建築賞入賞
- 島根県営住宅　浜田市緑ヶ丘団地（浜田市） - 建設省住宅局長賞

1998年
- 長堀地下街（クリスタ長堀）クーリングタワー棟（大阪市） - 第1回イソバンド・インダッハデザインコンテスト入選・第5回空間デザインコンペティション作品部門「佳作」・平成9年度　照明普及賞・第16回大型複合商業施設部門ナショップ・ライティング賞
- かごしま水族館「いおワールド」（鹿児島市） - 照明学会九州支部　照明普及賞
- 京都市立新町小学校（京都市） - （社）文教施設協会　協会賞　豊かな教育環境部門
- DoCoMo九州ビル（福岡市） - 第11回日経ニューオフィス賞　九州ニューオフィス推進賞
- 南北線永田町駅駅舎（千代田区） - （社）鉄道建築協会　第43回協会賞
- ふれあいランド岩手（盛岡市） - 建設大臣　公共建築100 選
- ナディアパーク（名古屋市） - 第39回建築業協会賞（BCS賞）・愛知まちなみ建築賞
- 長野県看護大学（駒ヶ根市） - 第30回中部建築賞入選

1999年
- エコールいずみ（和泉市） - 大阪・心ふれあうまちづくり賞
- 根室市水産研究所（根室市） - 平成10年度北海道赤レンガ建築奨励賞
- 香川県立坂出・宇多津圏域健康生きがい中核施設「ユープラザうたづ」（綾歌郡） - 照明学会　照明普及賞
- 兵庫県但馬ドーム（城崎郡） - 日本建築学会　作品選集2000
- 老人保健施設「相生」（知多郡） - 第31回中部建築賞入賞

2000年
- 玉浦中学校校舎（岩沼市） - 平成12年文教施設協会賞うるおいのある教育施設部門
- 兵庫県但馬ドーム（城崎郡） - 第15回日本建築士連合会賞奨励賞・JIA環境建築賞入選・第24回HIROBA作品賞入選

2001年
- 倉吉未来中心（倉吉パークスクエア内）（倉吉市） - 平成12年度　照明普及賞（優秀施設賞）
- 熊野町庁舎（広島県安芸郡） - 第14回日経ニューオフィス賞　中国ニューオフィス推進賞（中国経済産業局長賞）
- 特別養護老人ホーム・身体障害者養護施設・ケアハウス「はなの里」（名張市） - 第20回三重県建築賞入選
- 福岡市臨海工場「クリーンパーク・臨海」（福岡市） - 平成12年度　照明普及賞（優秀施設賞）
- 名古屋港水族館北館（名古屋市） - 名古屋都市景観賞

2002年
- 名古屋港水族館北館（名古屋市） - 平成13年度　照明普及賞（優秀施設賞）
- 阿波海南文化村（徳島県海部郡） - 徳島県　第4回徳島県まちづくり環境大賞優秀賞（まちづくり造景部門）
- 区立諏訪台中学校（荒川区） - 平成14年度文教施設協会協会賞　先進的技術部門
- ナディアパーク（名古屋市） - 第8回公共建築賞　優秀賞
- 島根県立宍道湖自然館「ゴビウス」（出雲市） - 第22回「緑の都市賞」審査委員長奨励賞 施設緑化部門
- 名古屋港水族館北館（名古屋市） - 松下電工　公園・広場照明部門　優秀賞

2003年
- ゆにガーデン（由仁町） - 北海道開発局　平成15年度「手づくり郷土賞」地域整備部門[1]

2004年
- 吹田歴史文化まちづくりセンター（吹田市） - 第24回大阪都市景観建築賞奨励賞
- 安城市民ギャラリー・安城市埋蔵文化財センター（安城市） - 優秀照明施設東海支部長奨励賞
- 新港クリーン・エネルギーセンター（千葉市） - 平成16年度（第17回） 千葉市優秀建築賞

2005年
- 美里村立美里中学校（三重県安芸郡） - （社）文教施設協会　平成17年度文教施設協会協会賞 施設計画部門
- 宮崎県全天候型運動施設「木の花ドーム」（宮崎市） - 第6回宮崎県木造建築物設計コンクール大型木造建築物部門最優秀賞
- 男鹿水族館GAO（男鹿市） - 平成16年度　照明普及賞（優秀施設賞）
- 生駒駅前北口第四地区市街地再開発（生駒市） - 国土交通省　第23回まちづくり月間国土交通大臣表彰

2007年
- オンテックス難波ビル（大阪市） - 第20回日経ニューオフィス賞　近畿ニューオフィス奨励賞
- 九州歯科大学講堂棟（北九州市） - 平成18年度　照明普及賞（優秀施設賞）
- 三瓶小豆原埋没林公園（縄文の森発掘保存展示棟／合体木根株展示棟／管理棟）（大田市） - 2007年度グッドデザイン賞

2008年
- 東成区民センター／東成図書館／交通局東成営業所・技術事務所（大阪市） - 第1回ガラス防火区画デザイン・コンペ2008準優秀
- 刈谷市総合運動公園体育館「ウィングアリーナ刈谷」（刈谷市） - 平成19年度照明普及賞（優秀施設賞）
- 首都高速道路中央環状新宿線上落合換気所　上落合換気塔ほか（新宿区、中野区、豊島区） - 2008年日本コンクリート工学協会賞（作品賞）・平成19年度PC技術協会賞（作品賞）・2008年度グッドデザイン賞受賞
- 東急病院（大田区） - 平成20年度「東京都環境賞」・平成20年度（第53回）鉄道建築協会賞作品部門　特別賞

2009年
- 地下鉄副都心線明治神宮前駅（渋谷区） - 平成21年度（第54回）鉄道建築協会賞　作品部門　佳作

2010年
- 東急病院（大田区） - 第10回JIA環境建築賞　優秀賞
- 大地みらい信用金庫（根室市） - 平成21年度/優秀施設賞　照明普及賞
- WAKATO ビル（京都市） - 第44回/サインデザイン入選　SDA賞　入選

2011年
- 四万十市庁舎（四万十市） - 平成22年度　四国照明賞
- 砂川市立病院（砂川市） - 平成23年度　北海道優秀照明施設賞

2012年
- 津　三交ビルディング（津市） - 第31回　三重県知事賞　三重県建築賞・優秀照明施設　東海支部長賞・平成23年度/実践部門　努力賞　三重県ユニバーサルデザインのまちづくり賞
- 東急大井町線上野毛駅（世田谷区） - 第57回鉄道建築協会賞　停車場建築賞

2013年
- 京都市左京区総合庁舎（京都市） - 平成24年度　府内産木材活用優良施設コンクール優秀賞
- 勝浦町立勝浦中学校（勝浦町） - 2013年度　グッドデザイン賞・平成25年度　木材利用優良施設　林野庁長官賞・第47回　SDA賞　四国地区サインデザイン賞・第47回　SDA賞　空間・環境表現サイン部門　サインデザイン入選、空間デザイン賞（DSA賞）B部門（文化・街づくり空間）入選

2014年
- DREAMSHIP下関市生涯学習プラザ下関市立中央図書館（下関市） - 第14回公共建築賞地域特別賞
- 観音寺市立統合小学校・幼稚園・保育所（観音寺市） - 平成25年香川県建築士会表彰作品優良賞
- 新潟市水族館リニューアル（新潟市） - 照明普及賞
- 浜田市立中央図書館ラブックはまだ（浜田市） - 第21回しまね景観賞「優秀賞（公共建築部門）」・平成25年度しまね建築・住宅コンクール「優秀賞」
- 生駒駅前北口第二地区市街地再開発（生駒市） - 2013年度第16回・関西まちづくり賞

2015年
- 愛知学院大学名城公園キャンパス（名古屋市） - 平成27年度地球温暖化防止活動環境大臣表彰・平成26年　照明普及賞・第28回　日経ニューオフィス賞　中部ニューオフィス審査委員賞
- 南陽市文化会館（南陽市） - 平成27年度木材利用優良施設　林野庁長官賞・平成26年度全建賞
- 勝浦町立勝浦中学校（勝浦町） - 日本建築家協会　優秀建築選　選定

2016年
- 仙台市地下鉄東西線仙台駅（仙台市） - 平成28年度　第61回鉄道建築協会賞（作品部門）佳作
- 小松島南中学校（小松島市） - 第50回日本デザイン賞サインデザイン（D類）入選
- 生駒駅前北口第二地区第一種市街地再開発事業（生駒市） - 2016年度　第2回まちなか広場賞・特別賞
- 大地みらい信用金庫札幌支店（札幌市） - 2015年北海道優秀照明施設賞
- 函館アリーナ（函館市） - 2015年北海道優秀照明施設賞
- 新潟市水族館リニューアル（新潟市） - 第25回BELCA賞ベストリフォーム部門

2017年
- 呉市庁舎　市民ホール（呉市） - 平成29年度照明普及賞
- 斗南病院（札幌市）―平成29年度北海道優秀照明施設賞
- 愛知学院大学名城公園キャンパス（名古屋市） - 平成28年度省エネ大賞（省エネ事例部門）・第31回空気調和衛生工学会振興賞　技術振興賞

2018年
- 宮畑遺跡史跡公園体験学習施設(福島市)  - 第34回福島県建築文化賞 準賞
- 株式会社クボタ堺製造所 B-7 棟(増築)(堺市)  - 第6回 CASBEE 堺 建築環境賞 優秀賞
- 株式会社クボタ堺製造所 C-7 棟(堺市)  - 第6回 CASBEE 堺 建築環境賞 優秀賞
- 勝浦町立勝浦中学校(徳島県勝浦郡)  - 第16回公共建築賞 優秀賞
- 愛知学院大学名城公園キャンパス(名古屋市)  - 第6回カーボンニュートラル賞
- 信州大学松本キャンパス中央図書館(増築・改修)(松本市)  - 第20回木材活用コンクール 木材活用特別賞

2019年
- NAMBA EKIKAN PROJECT（改築） - 2019年度グッドデザイン賞
- キセラ川西プラザ（川西市） - 人間サイズのまちづくり奨励賞 まちなみ建築部門・第1回かわにし景観賞 建造物部門・第5回ガラス防火区画デザイン・コンペ 2019 準優秀
- 札幌市円山動物園 ゾウ舎 - 第53回SDAサインデザイン賞 入選
- 札幌市円山動物園 ホッキョクグマ館 - 第53回SDAサインデザイン賞 入選
- 四国中央市新庁舎 - 第53回SDAサインデザイン銅賞
- 愛知学院大学名城公園キャンパス - 第5回サステイナブルキャンパス賞 （建築・設備部門）
- 田園都市線たまプラーザ駅改良工事（構造） - 横浜・人・まち・デザイン賞まちなみ景観部門
- 霞ケ浦緑地テニス場(四日市市) - 第38回三重県建築賞 入選
- テレビ岸和田本社新館(岸和田市) - 第5回岸和田市都市景観賞 まちの演出賞
- 四交クリーンセンター(交野市)  - 平成30年度おおさか環境にやさしい建築賞 商業施設その他部門賞
- 守口市立寺方南小学校(守口市)  - 平成30年度おおさか環境にやさしい建築賞 商業施設その他部門賞

2020年
- キセラ川西プラザ - 第3回エコまち建築賞

## 主な作品
行政施設・オフィス
- OM柏ビル（増築・一部改修）
- 弥富市新庁舎
- 北上にっこり地区拠点施設
- 四国中央市新庁舎
- 高知県保健衛生総合庁舎（改築）
- 陸上総隊庁舎
- 石川運輸支局
- 茅ヶ崎市役所本庁舎
- 大阪府宅建会館
- 呉市役所　くれ絆ホール
- 全日本トラック総合会館
- 東広島市本庁舎（本館）
- 麹町大通りビル
- 津三交ビルディング
- 京都市左京区総合庁舎
- 富士フイルム五反田ビル
- FORECAST市ヶ谷・Eponoqu市ヶ谷
- 第15長谷ビル

都市再生・開発
- キセラ川西プラザ
- 三田駅前ハートシティ
- 仙台市地下鉄東西線仙台駅
- 生駒駅前北口　第二地区第一種市街地再開発事業
- 南千住西口駅前地区第一種市街地再開発
- 田園都市線江田駅ホーム上家
- 東京メトロ副都心線・千代田線　明治神宮前駅
- 京阪中之島新線大江橋駅
- 横浜市営地下鉄グリーンライン東山田駅
- 横浜市営地下鉄グリーンライン北山田駅
- 西大久保地区（市街地再開発）

文化施設
- 帆足本家酒造蔵（耐震診断・耐震補強）
- 玉名市民会館
- 山頭火ふるさと館
- 下関市立歴史博物館
- 宮畑遺跡史跡公園体験学習施設
- シェルターなんようホール（南陽市文化会館）
- 浜田市立中央図書館ラブックはまだ
- 千里ニュータウンプラザ
- DREAM SHIP　下関市生涯学習プラザ　下関市立中央図書館
- 重要文化財旧善通寺偕行社附属棟
- NTNシティホール（桑名市民会館）リニューアル
- 三瓶小豆原埋没林公園
- 倉吉パークスクエア

医療施設・福祉施設
- 京丹後市立弥栄病院（増築・一部改修）
- 鹿児島厚生連病院
- 品川区立平塚橋特別養護老人ホーム・高齢者多世代交流支援施設「平塚橋ゆうゆうプラザ」西中延区営住宅
- 斗南病院
- 白井聖仁会病院
- 独立行政法人国立病院機構　東近江総合医療センター
- 神戸国際フロンティアメディカルセンター（KIFMEC:キフメック）
- 高島平中央総合病院　新病棟
- 市立芦屋病院
- 伊東市民病院
- 日本赤十字社　関東甲信越ブロック血液センター 埼玉製造所
- 独立行政法人国立病院機構 埼玉病院
- 岡山博愛会病院・介護老人保健施設「みくに」
- 一宮市立市民病院
- 東急大岡山駅上東急病院

教育施設・研究施設
- 愛知学院名城公園キャンパス2期（増築）
- 吹田東高等学校（改築）
- 大阪大学共創イノベーション棟（増築）
- 三郷中学校
- 株式会社IHI 横浜新実験棟
- 崇城大学SILC
- 守口市立寺方南小学校
- 都立南葛飾高等学校
- 佐世保市立黒島小中学校
- 北九州市立ひびきの小学校
- 小松島市立小松島南中学校
- 新宮町立新宮北小学校
- 学校法人浪速学院　浪速高等学校・浪速中学校
- 戸田中央看護専門学校
- 信州大学松本キャンパス中央図書館(増築・改修)
- 観音寺市立統合小学校・幼稚園・保育所
- 愛知学院大学名城公園キャンパス
- 勝浦町立勝浦中学校
- 飯塚市立小中一貫校頴田校
- 渋谷区立渋谷本町学園
- 観音寺市立中部中学校
- 九州大学（馬出）医学研究院基礎研究A棟
- 品川区立小中一貫校　伊藤学園

スポーツ施設・レクリエーション施設
- 長浜伊香ツインアリーナ（増築・改修）
- 豊橋市陸上競技場スタンド
- アダストリアみとアリーナ
- えひめ国体アクアパレットまつやま特設プール
- 相馬市民プール
- 函館アリーナ
- みどり市民体育館
- 宮城野体育館・プール棟（仙台市新田東総合運動公園）
- 刈谷市総合運動公園体育館　ウィングアリーナ刈谷
- KIRISHIMA木の花ドーム
- エコハウス138
- 福岡県立スポーツ科学情報センター「アクシオン福岡」

動物園・水族館
- DMMかりゆし水族館
- 札幌市円山動物園ゾウ舎
- 札幌市円山動物園ホッキョクグマ館
- マクセル　アクアパーク品川
- 仙台うみの杜水族館
- 男鹿水族館　ＧＡＯ
- 新潟市水族館　マリンピア日本海　（リニューアル）
- 宮島水族館　みやじマリン
- 名古屋港水族館
- 島根県立宍道湖自然館　ゴビウス
- かごしま水族館「いおワールド」

宿泊施設・商業施設
- REX HOTEL 別府
- NAMBA EKIKAN PROJECT（改築）
- ホテルビスタ金沢
- アパホテル〈新宿 歌舞伎町タワー〉
- ホテルユニゾ京都四条烏丸
- ホテルユニゾ銀座一丁目
- 福岡県職員福利厚生施設「ホテルレガロ福岡」
- クリスタ長堀
- 京橋コムズガーデン
- ニュー　ワールド　ラ　プルーム　ニセコリゾート

居住施設
- サンリヤンJR久留米駅前
- サーパス大州グランビューレジデンス
- 相模原市営南台団地 １号棟・2号棟
- GOJO PLACE
- 興戸駅前学生マンション
- ソラリス住道
- LIVIO KAMINAWA Airy Land（リビオ上名和エアリランド）
- 松下電工しのぶが丘松青寮
- ベル帝塚山

環境整備施設
- 草津市立クリーンセンター
- 四交クリーンセンター
- 神戸市港島クリーンセンター
- 諏訪湖周クリーンセンター
- 新北部清掃工場
- 門真市リサイクルプラザ「エコ・パーク」
- 新港クリーン・エネルギーセンター
- 大阪市環境事業局平野工場
- 横浜市資源循環局金沢工場
- 神戸市東クリーンセンター
- 福岡市臨海工場「クリーンパーク・臨海」
- 名古屋市新南陽工場
- 岡崎市中央クリーンセンター

環境衛生施設
- 小田原市斎場（改築）
- 白樺斎場
- 宇治市斎場
- 楢原斎場
- 伊豆聖苑
- 宇佐市葬斎場　やすらぎの里
- 五條市火葬場
- 尼崎市立弥生ヶ丘斎場
- 和歌山県動物愛護センター

流通運輸施設
- ドゥシャンベ国際空港　国際貨物ターミナル
- 山九株式会社　福岡物流センター
- 富士フイルムメディカル株式会社山口営業所
- 地方卸売市場鴻巣フラワーセンター

生産施設
- 株式会社クボタ堺製造所　C-7棟、D-7棟
- 三甲株式会社　長野工場
- 株式会社クボタ堺製造所　B-7棟(増築)
- レンゴ―株式会社　新名古屋工場
- レンゴー株式会社　福島矢吹工場
- 都城市学校給食センター
- 株式会社クボタ　筑波工場
- 三甲株式会社　関東第5工場
- 佐世保市新食肉卸売市場
- 東京都中央卸売市場食肉市場
- 富士フイルムマイクロデバイス
- 扇雀飴本舗姫路工場

海外作品
- 在ペル―日本国大使館
- 現代製鉄　唐津製鉄所 製鋼工場、NO.1HSM（熱間圧延工場）
- ベナン初等教員養成校
- セネガル保健施設
- ニカラグァ共和国　マナグァ県基礎教育施設
- 左營駅
- インドネシアセメント工場